# Chiesa di San Lorenzo (Cairo Montenotte)
La chiesa di San Lorenzo è un luogo di culto cattolico situato nel comune di Cairo Montenotte, in via Gaspare Buffa, in provincia di Savona. La chiesa è sede della parrocchia omonima della zona pastorale Savonese della diocesi di Acqui.

## Storia e descrizione

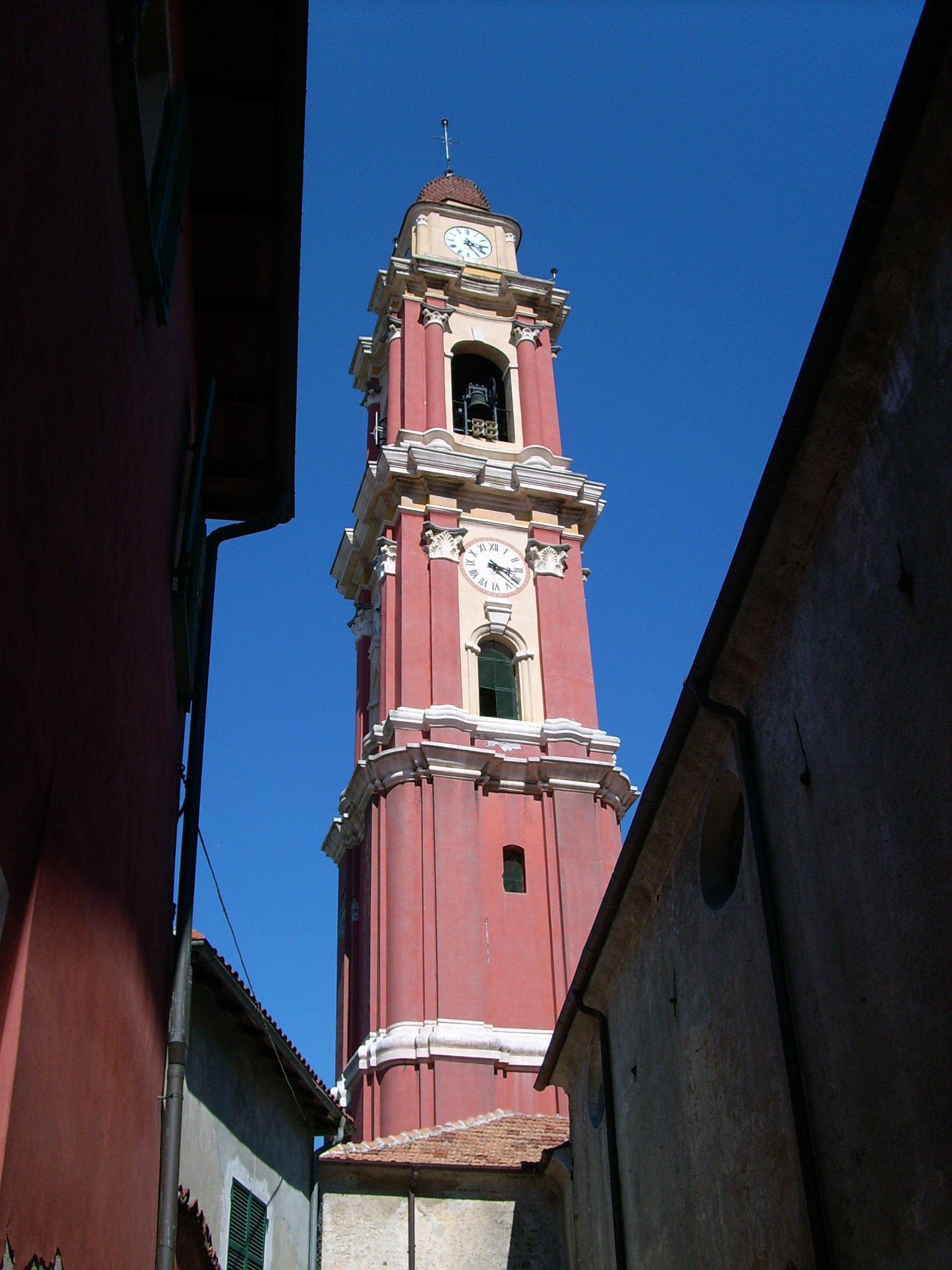
Il campanile

Secondo alcune fonti un primo edificio di culto fu edificato sui resti di un tempio romano. Dedicata inizialmente al santo Giovanni Battista, intorno al X secolo, e avente una struttura interna ad unica navata, fu tra il 1632 e il 1640 che l'antica chiesa medievale subì una radicale trasformazione che portò l'interno a tre navate. Secondo la tradizione locale fu per adempiere al voto fatto durante la pestilenza che, qualche anno prima, decimò la popolazione del territorio cairese.
Dopo aver subito nei secoli successivi ampliamenti e modifiche, l'ultimo importante rifacimento avvenne tra il 1816 e il 1820 su progetto dell'architetto savonese Gallinaro. Dello stesso periodo è il rosso e alto campanile svettante nel centro storico e innalzato sulle mura.
All'interno, tra le opere conservate, vi è un dipinto raffigurante San Lorenzo, del XVIII secolo, secondo alcuni studi attribuito al pittore Marcantonio Franceschini; un crocifisso di Anton Maria Maragliano; statue dello scultore Antonio Brilla. Nel presbiterio gli affreschi raffiguranti scene evangeliche sono opera di Paolo Gerolamo Brusco.
Il 14 agosto 2020 l'edificio religioso è coinvolto in un incendio d'origine dolosa, che ne distrugge il tetto e una parte della sagrestia.